# Stefan Okruch
Stefan Okruch (* 27. November 1965 in Ulm) ist ein deutscher Wirtschaftswissenschaftler.

## Leben
Von 1987 bis 1992 studierte er Volkswirtschaftslehre an der Universität Bayreuth (1992 Diplom-Volkswirt). Von 1992 bis 1997 war er wissenschaftlicher Mitarbeiter am Lehrstuhl für Wirtschaftstheorie in Bayreuth. Nach der Promotion 1996 zum Dr. rer. pol. an der Universität Bayreuth war er von 1997 bis 2002 Forschungsreferent der Max-Planck-Projektgruppe „Recht der Gemeinschaftsgüter“, Bonn. 2002 vertrat er die Professur für Allgemeine Wirtschaftspolitik an der Universität Kassel. Von 2002 bis 2005 hatte er eine Dozentur für Volkswirtschaftslehre, insbes. Wirtschaftspolitik an der Andrássy Universität Budapest. Nach der Habilitation 2005 für das Fach Volkswirtschaftslehre an der Universität Bayreuth (+ Dr. rer. pol. habil. an der Technischen und Wirtschaftswissenschaftlichen Universität Budapest) wurde er 2005 zum Universitätsprofessor (egyetemi tanár) ernannt. Seit 2005 ist er Professor für Volkswirtschaftslehre, insbes. Wirtschaftspolitik an der Andrássy Universität Budapest.

## Schriften (Auswahl)
- Wirtschaft und Anthroposophie. Darstellung und Kritik des Konzepts Rudolf Steiners. Bayreuth 1993, ISBN 3-925710-50-7.
- Innovation und Diffusion von Normen. Grundlagen und Elemente einer evolutorischen Theorie des Institutionenwandels. Berlin 1999, ISBN 3-428-09372-0.
- als Herausgeber mit Peter-Christian Müller-Graff und Ulrich Hufeld: Nachbarschaften innerhalb der Europäischen Union. Baden-Baden 2007, ISBN 3-8329-2994-0.
- als Herausgeber mit Martina Eckardt und Jörg Dötsch: Old-age provision and homeownership. Fiscal incentives and other public policy options. Cham 2018, ISBN 3-319-75210-3.